# John Loder
John Loder, nome d'arte di William John Muir Lowe (Londra, 3 gennaio 1898 – Selborne, 26 dicembre 1988), è stato un attore britannico naturalizzato statunitense, in auge specialmente fra gli anni trenta e quaranta.
È ricordato per il suo matrimonio con l'attrice Hedy Lamarr, che è stata una delle sue cinque mogli.
Negli anni quaranta Loder prese la nazionalità statunitense, salvo poi tornare a quella originaria britannica.

## Biografia
Loder nacque dal generale W. H. M. Lowe, conosciuto per essere stato l'ufficiale a cui si arrese nel 1916 Patrick Pearse, capo dei rivoltosi di Dublino nonché presidente del governo provvisorio irlandese. Lo stesso Loder era presente al momento della resa di Pearse.

### Carriera militare
Dopo aver studiato all'Eton College e alla Reale accademia militare di Sandhurst, dal 17 marzo 1915 seguì il padre nell'esercito servendo come secondo luogotenente nel 15.mo Ussari. Partecipò l'anno seguente alla campagna dei Dardanelli, operazione durante la quale fu catturato dai tedeschi.
Una volta rilasciato, rimase in Germania a lavorare in una fattoria sviluppando contestualmente l'amore per la recitazione ed apparendo in alcuni film di produzione tedesca. Lasciata la Germania per fare un breve ritorno in Inghilterra, decise di trasferirsi a Hollywood per cercare fortuna nel nascente cinema sonoro che stava soppiantando l'epoca del muto. Apparve in The Doctor's Secret (1929), il primo film sonoro della Paramount Pictures.

### Il mancato successo a Hollywood
Di modi suadenti e aspetto gradevole, alto oltre 1,90 m, il suo modo di fare tipicamente british non lo favorì al debutto in USA, costringendolo anzi a un precipitoso ritorno nel Regno Unito, dove trovò scritture più adeguate al suo stile, in commedie musicali o pellicole di intreccio poliziesco come Love Life and Laughter (1934) e Sabotaggio (1936). Nel 1937 recitò nel film King Solomon's Mines, dove fu diretto da Robert Stevenson.
All'inizio della seconda guerra mondiale, fece nuovamente ritorno in America dove recitò occasionalmente sui palcoscenici di Broadway e fu impiegato essenzialmente in ruoli da caratterista per film di serie B. Ebbe modo di distinguersi, ancora al cinema, in film di richiamo come Com'era verde la mia valle (1941), in cui era al tempo stesso uno dei fratelli di Roddy McDowall e uno dei figli di Donald Crisp.
Nel 1947, a conflitto mondiale terminato, prese la cittadinanza statunitense. Nel 1959 tornò però a essere un cittadino naturalizzato del Regno Unito, dopo aver mantenuto a lungo lo status di nazionalità incerta.
La sua ultima apparizione sul grande schermo avvenne nel 1971 nel film drammatico Spirale di fuoco.

### Vita privata
Loder fu sposato cinque volte, di cui due con attrici, la francese Micheline Cheirel e l'austro-statunitense Hedy Lamarr, dalla quale ebbe due figli, Denise (nata nel 1945) e Antony (nato nel 1947); la Lamarr aveva già un figlio adottivo, James Markey, dal suo precedente matrimonio con lo sceneggiatore Gene Markey.
Altre sue mogli furono poi Sophie Kabel, Evelyn Auff Mordt e, come ultima, l'ereditiera argentina Alba Julia Lagomarsino, nel cui ranch Loder visse fino alla morte, scrivendo e pubblicando nel 1977 la sua autobiografia, intitolata significativamente Hollywood Hussar, L'ussaro di Hollywood.
Un altro suo figlio, Robin, è stato agente teatrale ed è stato sposato con l'attrice Hilary Tindall, protagonista negli anni settanta come Ann Hammond nella serie televisiva della BBC The Brothers.
Le sue ceneri sono custodite a Selborne, nello Hampshire, Regno Unito.

## Filmografia parziale

### Cinema
- Il ballerino di mia moglie (Der Tänzer meiner Frau), regia di Alexander Korda (1925)
- La signora che non vuole bambini (Madame wünscht keine Kinder), regia di Alexander Korda (1926)
- L'ultimo valzer (Der letzte Walzer), regia di Arthur Robison (1927)
- Il ragno argentato (Die weiße Spinne), regia di Carl Boese (1927)
- Der große Unbekannte, regia di Manfred Noa (1927)
- La mandragora (Alraune), regia di Henrik Galeen (1928)
- The First Born, regia di Miles Mander (1928)
- Black Waters, regia di Marshall Neilan (1929)
- Lo spettro verde (The Unholy Night) regia di Lionel Barrymore (1929)
- Sposatevi ragazzi (Wedding Rehearsal), regia di Alexander Korda (1932)
- La battaglia (La Bataille), regia di Nicolas Farkas e Viktor Tourjansky (1933)
- Le sei mogli di Enrico VIII (The Private Life of Henry VIII) di Alexander Korda (1933)
- Il passeggero muto (The Silent Passenger), regia di Reginald Denham (1935)
- Sabotaggio (Sabotage), regia di Alfred Hitchcock (1936)
- Il castello del mistero (Ourselves Alone), regia di Brian Desmond Hurst e Walter Summers (1936)
- La signora dei diamanti (Adventure in Diamonds), regia di George Fitzmaurice (1940)
- Una notte a Broadway (Tin Pan Alley), regia di Walter Lang (1940)
- Una notte a Lisbona (One Night in Lisbon), regia di Edward H. Griffith (1941)
- Com'era verde la mia valle (How Green Was My Valley), regia di John Ford (1941)
- Perdutamente tua (Now, Voyager), regia di Irving Rapper (1942)
- Il sentiero della gloria (Gentleman Jim), regia di Raoul Walsh (1942)
- The Gorilla Man, regia di D. Ross Lederman (1943)
- L'amica (Old Acquaintance), regia di Vincent Sherman (1943)
- Il diavolo nero (The Hairy Ape), regia di Alfred Santell (1944)
- Il giuramento dei forzati (Passage to Marseille), regia di Michael Curtiz (1944)
- In giro con due americani (Abroad with Two Yanks), regia di Allan Dwan (1944)
- Lo strangolatore di Brighton (The Brighton Strangler), regia di Max Nosseck (1945)
- Il cavaliere mascherato (The Fighting Guardsman), regia di Henry Levin (1946)
- ...e un'altra notte ancora (One More Tomorrow), regia di Peter Godfrey (1946)
- La contessa di Montecristo (The Wife of Monte Cristo), regia di Edgar G. Ulmer (1946)
- Disonorata (Dishonored Lady), regia di Robert Stevenson (1947)
- La storia di Esther Costello (The Story of Esther Costello), regia di David Miller (1957)
- 24 ore a Scotland Yard (Gideon's Day), regia di John Ford (1958)
- Operazione Scotland Yard (The Secret Man), regia di Ronald Kinnoch (1958)
- Spirale di fuoco (The Firechasers), regia di Sidney Hayers (1971)

### Televisione
- Lights Out – serie TV, episodio 1x03 (1946)
- Assignment Foreign Legion – serie TV, episodio 1x05 (1956)

## Doppiatori italiani
- Cesare Barbetti in Sabotaggio
- Franco Coop in Com'era verde la mia valle
- Romolo Costa in L'amica; Disonorata